# 令子内親王
令子内親王（れいしないしんのう、承暦2年5月18日（1078年6月30日） - 天養元年4月21日（1144年5月25日））は、平安時代後期の皇女、賀茂斎院である。白河天皇の第3皇女。母は中宮藤原賢子（六条右大臣源顕房の娘、関白藤原師実養女）。同腹の姉に、郁芳門院媞子内親王、弟に堀河天皇。二条大宮、二条太皇太后とも呼ばれた。

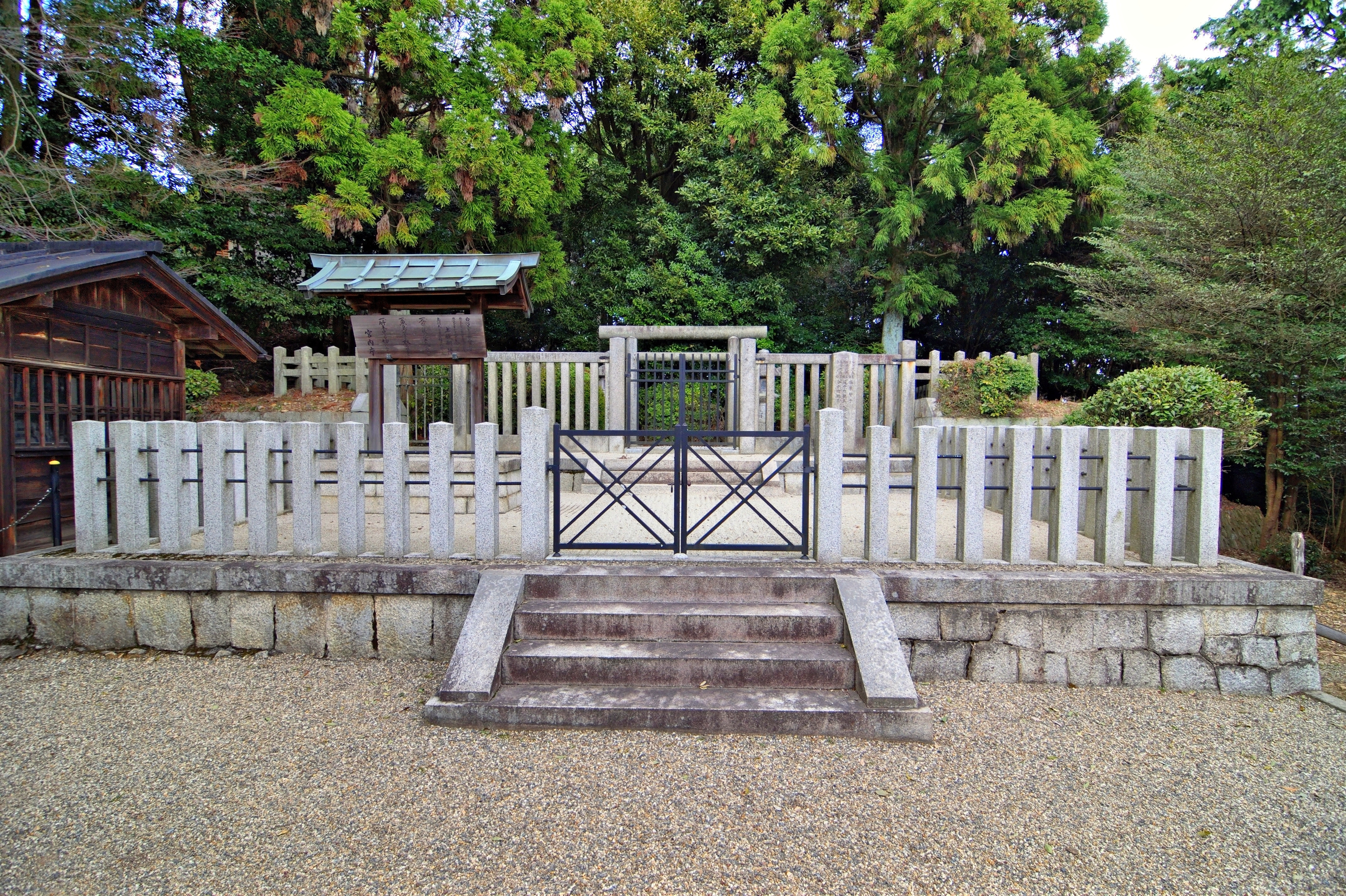
上醍醐陵（醍醐寺上醍醐境内）

## 経歴
承暦3年（1079年）4月、内親王宣下。応徳元年（1084年）9月に生母・賢子を亡くし、養祖父母の藤原師実・麗子に養育される。同年11月、准三后。
寛治3年（1089年）6月28日、堀河天皇の斎院に卜定。承徳3年（1099年）、病を理由に退下。五条坊門東洞院家に居住。康和4年（1102年）11月以降は、宮中弘徽殿に移る。嘉承元年（1106年）3月、二条堀河亭（前斎院御所）が落成し、居住をはじめる。
嘉承2年（1107年）、甥である鳥羽天皇の准母となり、その即位に伴って皇后（尊称皇后）となる。大治5年（1130年）7月に出家。長承3年（1134年）、鳥羽上皇の妃藤原泰子の皇后宮冊立に伴い、太皇太后となる。
天養元年（1144年）崩ずると、左大文字山近くの「石陰」（いわかげ）と呼ばれた葬送地に埋葬された。参列する者数百名と記録されている。陵墓は上醍醐陵。

## 逸話
- 永久元年（1113年）表面化した永久の変（鳥羽天皇暗殺計画があったとされる事件）は、何者かが令子内親王の御所に落書を投げ込み、その内容が内親王から白河院に通報されたことが発端となった。

## 歌壇
- 令子内親王自身には歌人としての活躍は見られないが、その周辺には、金葉和歌集を中心に多数の歌人を輩出し、歌壇のオーナー的役割を果たしていたと言える。内親王に出仕していた女房から、金葉和歌集に入集しているのは、以下の通り。
  - 皇后宮肥後（前斎院肥後とも）：家集『肥後集』（宮内庁書陵部）
  - 皇后宮摂津：家集『前斎院摂津集』（宮内庁書陵部）
  - 皇后宮式部
  - 皇后宮美濃（上西門院讃岐とも）
  - 皇后宮右衛門佐
  - 皇后宮女別当
  - 皇后宮少将
  - 皇后宮大弐（斎院の大弐とも）：家集『二条太皇太后宮大弐集』（宮内庁書陵部）
  - 前斎院尾張
  - 前斎院六条（後の待賢門院堀河）